# Saint-Astier, Lot-et-Garonne
Saint-Astier är en kommun i departementet Lot-et-Garonne i regionen Nouvelle-Aquitaine i sydvästra Frankrike. Kommunen ligger i kantonen Duras som tillhör arrondissementet Marmande. År 2022 hade Saint-Astier 213 invånare.

## Befolkningsutveckling
Antalet invånare i kommunen Saint-Astier
| Referens: INSEE |